# Gare de Penge West
La gare de Penge West (en anglais : Penge West railway station), est une gare ferroviaire de la ligne principale de Brighton (en), en zone 4 Travelcard. Elle  est située sur l'Anerley Park à Penge, sur le territoire du  borough londonien de Bromley, dans le Grand Londres.
C'est une gare Network Rail desservie par des trains Southeastern de National Rail et des trains London Overground.